# Andree
Andrée je priimek v Sloveniji, ki ga je po podatkih Statističnega urada Republike Slovenije na dan 1. januarja 2010 uporabljalo manj kot 5 oseb.

## Znani nosilci priimka
- Leopold Andree (1879—1952), učitelj fizike in matematike, radioamater, publicist
- Leopold Andree (1910—1992), elektrotehnik, univ. profesor (Fakulteta za strojništvo)
- Tjaša Andree-Prosenc (*1943), umetnostna drsalka in kotalkarica, odvetnica
- Rok Andree (*1989), politik (Piratska stranka Slovenije)
- Vesna Andree Zaimović, bosansko-slovenska muzikologinja